# Скрижали судьбы
«Скрижали судьбы» (англ. The Secret Scripture — Тайное писание) — ирландский драматический фильм режиссёра Джима Шеридана, экранизация одноимённой книги Себастьяна Барри. Главные роли исполнили Руни Мара, Ванесса Редгрейв и Тео Джеймс. 10 сентября 2016 года на Международном кинофестивале в Торонто прошла мировая премьера фильма. Выход в широкий прокат в России состоялся 23 марта 2017 года.

## Сюжет
Фильм рассказывает о пациентке психиатрической больницы — Розанне Макналти, которая находилась в неволе так долго, что все уже забыли, что именно её туда привело. Её судьбой заинтересовался новый главврач — доктор Грин, который нашёл спрятанный дневник Розанны, в котором она на протяжении десятилетий записывала свои мысли и воспоминания.

## Актёрский состав
| В ролях          |  | Персонаж                     |
| ---------------- |  | ---------------------------- |
| Руни Мара        |  | Розанна Макналти в молодости |
| Тео Джеймс       |  | отец Гаунт                   |
| Эрик Бана        |  | доктор Грин                  |
| Ванесса Редгрейв |  | Розанна Макналти в старости  |
| Сьюзан Линч      |  | медсестра                    |
| Джек Рейнор      |  | Майкл Макналти               |
| Эйдан Тернер     |  | Джек Энеас                   |
| Том Вон-Лолор    |  | Маккейб                      |
| Полин Маклин     |  | Энн Макналти                 |
| Брайан Форчун    |  | психиатрический аналитик     |

| В ролях           |  | Персонаж            |
| ----------------- |  | ------------------- |
| Ника МакГиган     |  | Крисси              |
| Элва Трилль       |  | беременная женщина  |
| Омар Шариф мл.    |  | Дэниел О'Брайен     |
| Энтони Ачеампонг  |  | Д.И. Гроув          |
| Чарли Келли       |  | Беау                |
| Леса Турман       |  | медсестра О'Доннелл |
| Джон Коннорс      |  | Джо Бреди           |
| Лоуренс О’Фуорейн |  | детектив            |
| Nigel Davey       |  | палач               |
| Энда Оутс         |  | водитель            |

## Производство
В январе 2014 года стало известно, что Джессика Честейн и Ванесса Редгрейв сыграют в фильме «Скрижали судьбы» ирландского режиссера Тадеуса О’Салливана. В марте 2014 года было объявлено, что Джонатан Рис-Майерс и Джереми Айронс присоединились к основному касту фильма. Но уже в июне месяце стало известно, что О’Салливан покинул проект, а его место в режиссерском кресле займёт другой известный ирландский режиссер Джим Шеридан. В июле 2014 было анонсировано, что Руни Мара заменит Джессику Честейн в роли молодой Розанны Макналти. Позже к актёрскому составу фильма также присоединились Тео Джеймс, Джек Рейнор и Эрик Бана.
Съёмки фильма начались 13 января 2015 года и продолжались до 6 марта того же года. Музыку к фильму написал Брайан Бирн.

## Факты
- Первоначально планировалось роль отца Гаунта отдать Джонатану Рису Майерсу.
- В качестве исполнительницы главной роли рассматривалась Джессика Честейн[10].

## Критика
Фильм «Скрижали судьбы» получил преимущественно негативные отзывы критиков. Так, на сайте Rotten Tomatoes фильм имеет рейтинг 35 % свежести на основе 40 рецензий со средним баллом 4,4 из 10. На сайте Metacritic фильм имеет оценку 37 из 100 на основе 10 рецензий критиков, что соответствует статусу «в целом неблагоприятные отзывы». В крупнейшей базе данных фильмов IMDb «Скрижали судьбы» имеет средний рейтинг посетителей в 6.7 из 10 (8600 голосов).